# Baaba
Baaba – polski awangardowy zespół jazzowy założony w 1999 roku przez Bartosza Webera.

## Skład
- Bartosz Weber – gitara, syntezator
- Tomasz Duda – saksofon, klarnet, flet poprzeczny
- Jan Młynarski – perkusja
- Piotr Zabrodzki – gitara basowa
- Macio Moretti – perkusja
- Wojtek Mazolewski – gitara basowa

## Dyskografia
- Baaba (wyd. Cpt. Sparky; 15 stycznia 2000)[1]

- Con Gas (wyd. Teeto Records; 3 listopada 2001)[2]
- Poope Musique (wyd. Lado ABC; 15 listopada 2006)[3]
- Disco Externo (wyd. Lado ABC; 7 kwietnia 2010)[4]
- Baaba Kulka (wspólnie z Gabą Kulką; wyd. Mystic Production; 21 marca 2011; #14 POL)[5][6]
- The Wrong Vampire (wyd. Lado ABC; 12 marca 2012)[7]
- EasterChristmass (wyd. Lado ABC; 18 listopada 2014)[8]

### Minialbumy
- Baaba, Gabriela i Michał (z Gabą Kulką i Michałem Skrokiem; wyd. Lado ABC; 7 stycznia 2013)[9]

### Notowane utwory
- Metalowcy (28 pozycja na liście przebojów Programu Trzeciego)
[10]

### Inne
- Remixas Con Gas (remiks album; wyd. Lado ABC; 15 listopada 2004)[11]
- W Akwarium (album koncertowy; wyd. Lado ABC; 2008)[12]
- Things I’m Not (7" singel; wyd. Lanquidity Records; maj 2011)[13]

## Nagrody i wyróżnienia
- 2010 – nominacja do Nagrody Muzycznej Programu Trzeciego – „Mateusz”[14]